# Rita Süssmuth
 Rita Süssmuth (?·pàg.), nascuda Kickuth el 17 de febrer de 1937 a Wuppertal, és una política alemanya membre de la Unió Demòcrata Cristiana d'Alemanya (CDU); ha estat ministra i presidenta del Bundestag alemany.
Després d'haver estat nomenada ministra federal de Joventut, Família i Salut per Helmut Kohl a la seva coalició negra-groga l'any 1985, fou elegida presidenta del Bundestag l'any 1988 per a un període de deu anys. L'any 1990 va anunciar el desig de succeir Ernst Albrecht en el mandat com a ministre-president de la Baixa-Saxònia. La derrota d'aquest últim a les eleccions regionals la forçà a renunciar.

## Biografia

### Formació
Superà la secundària l'any 1956 a Rheine i emprengué a continuació estudis superiors de filologia romànica i d'història, que realitzà a diverses universitats a Münster, Tübingen i finalment París. L'any 1961 obtingué el primer diploma pedagògic d'Estat i completà llavors el seu cursus per a Ciències de l'educació, Sociologia i Psicologia. Tres anys més tard, es va doctorar en filosofia, amb la tesi Estudis sobre antropologia infantil en la literatura francesa contemporània.
Rita Süssmuth és membre d'honor del Club de Budapest.

### Carrera
Ajudant d'investigació des de 1963 a l'Escola Superior de Pedagogia del Ruhr, hi esdevingué ensenyant tres anys més tard. A continuació fou contractada l'any 1969 per la universitat del Ruhr a Bochum per impartir-hi els cursos de ciències de l'educació internacionals comparades. L'any següent tornà a l'Escola Superior de Pedagogia, tot quedant la seva plaça universitària, com a professora de ciències de l'educació. Ha dirigit d'altra banda l'Institut Dones i Societat a Hannover, de 1982 a 1985.
Després de la seva retirada del poder l'any 1998, ha format part sobretot d'una comissió independent carregada de reflexionar en el cas d'una nova llei federal sobre la immigració, posada en marxa per Otto Schily el setembre de 2000, que es completà el juliol de 2001. El 2002 es va convertir en membre de la Comissió Limbach, que actua com a mediadora en qüestions relacionades amb l'art saquejat pels nazis. Ha ocupat a continuació, de 2005 a 2010, la presidència de la universitat privada OTA de Berlín, reconeguda per l'estat, avui SRH Hochschule Berlin.

### Vida personal
Rita Süssmuth, casada amb el professor universitari Hans Süssmuth, és mare d'un fill, àvia de diversos nets, i de confessió catòlica.

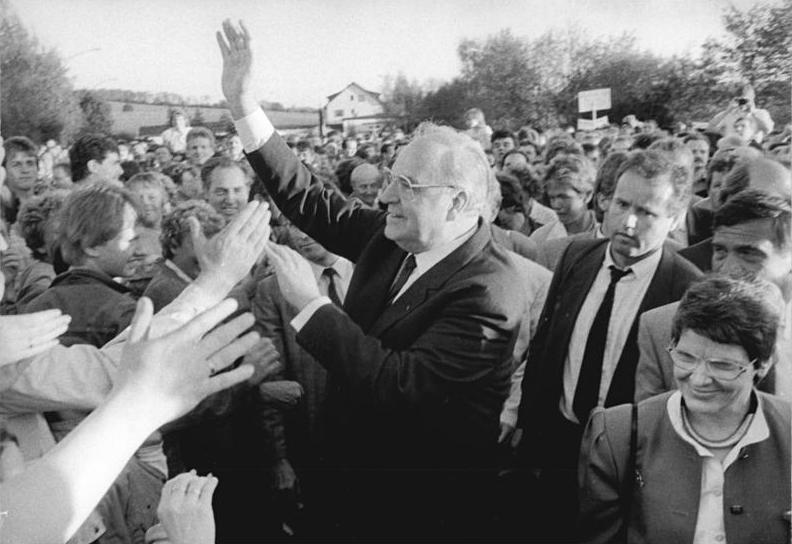
Rita Süssmuth (en primer pla) acompanyant Helmut Kohl a un míting de la CDU l'any 1990.

## Vida política

### Com a membre de la CDU
Militant de la Unió Demòcrata Cristiana d'Alemanya (CDU) des de 1981, hi ha presidit la comissió federal de política familiar a partir de 1983. De 1986 a 2001 va ser presidenta nacional de la Unió de Dones. Del 1987 al 1998 va ser membre del Presidium de la CDU.
El gener de 2021 es va pronunciar a favor d'Armin Laschet com a nou president de la CDU, que abans havia treballat per a ella com a membre del Parlament. Tres anys més tard, va ser escollida presidenta federal de la Frauen-Union (FU), el moviment de dones del partit, i es va incorporar a la presidència federal el 1987. La va deixar el 1998 i va renunciar a la presidència de la FU el 2001.

### Al nivell institucional

#### Ministra federal de Joventut, Família i Salut
Fou nomenada ministra federal de Joventut, Família i Salut el 26 de novembre de 1985 a la coalició groga-negra d'Helmut Kohl.
Gairebé desconeguda en el moment de la seva nominació, es forjà en aquest càrrec una reputació de liberal amb les seves posicions en la lluita contra la SIDA, en la mesura que defensava una política fundada en la informació i no en l'exclusió, i també per la seva negativa a veure modificada la llei federal de la interrupció voluntària d'embaràs, en què mai va deixar de defensar que la decisió final havia de recaure en la dona. En les eleccions de 1987 fou elegida diputada federal per la Baixa-Saxònia; poc després les seves competències van ser ampliades a les problemàtiques relacionades amb les dones.

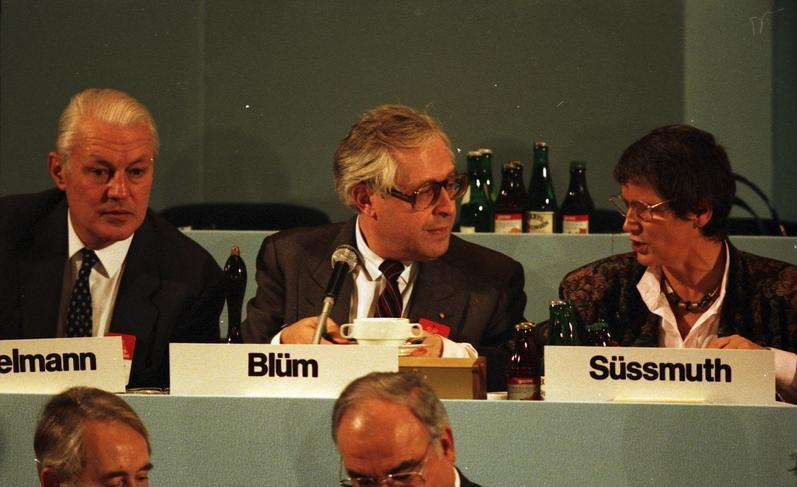
Rita Süssmuth (a la dreta) discutint amb Bernhard Vogel (centre) i Gerhard Stoltenberg al congrés de la CDU l'any 1987.

#### Presidenta delBundestag
El 25 de novembre de 1988, Rita Süssmuth és elegida desena presidenta del Bundestag, després de la dimissió de Philipp Jenninger, qüestionat després d'un discurs incòmode sobre la commemoració de la Nit dels vidres trencats. Dos anys més tard, durant la campanya per a les eleccions regionals a la Baixa Saxònia, va anunciar que tenia la intenció de succeir Ernst Albrecht, encara aleshores en el càrrec de ministre-president, fet que va provocar les crítiques dels socialdemòcrates per tal com la presidenta del Bundestag està obligada tradicionalment a un deure de discreció en l'àmbit polític. La derrota de la coalició negra-groga posà fi a aquesta ambició.
Dos afers van fer baixar la seva popularitat. El 1991 es trobà al centre d'un mini-escàndol en relació amb el seu marit, que va fer servir un dels tres cotxes de l'empresa de la seva dona i va rebre el reemborsament dels quilòmetres recorreguts per anar a la feina. La comissió de control dels comptes no hi trobà finalment res a objectar-hi i va establir la legalitat de la seva actuació. L'any 1995 va criticar les mesures d'austeritat decidides pel govern federal que van portar, sobretot, a augmentar l'edat de jubilació de les dones i a reduir-los les prestacions socials. Acusada l'any 1996 d'haver utilitzat avions de la Bundeswehr per fer un viatge privat a Suïssa, el Bundestag va tornar a descartar tota sospita.
Després de les eleccions al Bundestag de 1998, va correspondre a l'SPD ocupar la presidència, en la figura de Wolfgang Thierse, que la succeí en el càrrec el 26 d'octubre de 1998. Rita Süssmuth es va retirar de la vida política quatre anys després.

## Premis i reconeixements
- 1988 - Elegida dona de l'any 1987 per l'Associació de Ciutadans Alemanys
- 1989 - Medalla Leibniz de l'Acadèmia de Ciències i Literatura de Magúncia
- 1990 - Gran Creu de l' Ordre del Mèrit de la República Federal d'Alemanya
- 1997 - Medalla d'Or Avicenna de la UNESCO
- 1997 - Premi Frankfurt Walter Dirks
- 2004 - Brúixola agulla de la xarxa gai NRW (pel seu compromís amb la prevenció de la sida, especialment en el sector gai)
- 2006 - Medalla Magnus Hirschfeld per a la Reforma Sexual
- 2007 - Premi Theodor Heuss (juntament amb Mustafa Cerić)
- 2007 - Medalla de l'Estat de Baixa Saxònia
- 2007 - Goldenes Lot, en honor a l'Associació d'Enginyers Topogràfics Alemanys
- 2008 - Premi Viadrina de la Universitat Europea Viadrina Frankfurt (Oder)
- 2010 - Segell d'honor del municipi de Wadersloh
- 2011 - Orde del Mèrit de l'Estat de Renània del Nord-Westfàlia
- 2012 - Premi Adam Mickiewicz pels serveis a la cooperació germano-francesa-polonesa (Triangle de Weimar)
- 2013 - Premi Edith Stein
- 2014 - Leibniz-Ring-Hannover
- 2015 - Premi Reinhard Mohn
- 2015 - Premi Winfried
- 2016 - Membre d'honor de la German AIDS Aid
- 2016 - Orde del Mèrit de l'Estat de Brandenburg
- 2016 - Medalla Dorothea Schlözer de la Universitat de Göttingen
- 2018 - Premi Humanisme
- 2019 - Senador honorari de la Universitat Tècnica de Berlín
- 2019 - Membre d'honor de la LSU
- 2019 - Anell d'honor de Renània

Doctorats Honoris Causa
- 1988 - Universitat de Ciències Aplicades de Hildesheim
- 1990 - Universitat del Ruhr de Bochum
- 1994 - Universitat Veliko Tarnovo, Bulgària
- 1995 - Universitat de Temesvar, Romania
- 1996 - Universitat de la Sorbona Nouvelle-Paris III, França
- 1998 - Johns Hopkins University, Baltimore, Estats Units
- 1998 - Universitat Ben Gurion del Negev Beer Sheva, Israel
- 2002 - Universitat d'Augsburg
- 2018 - Universitat de Rzeszów, Polònia[1][3]